# Cara Sucia
Cara Sucia (en français : visage sale) est un site archéologique maya situé dans la partie ouest du Salvador.